# Campo de concentración de Amersfoort

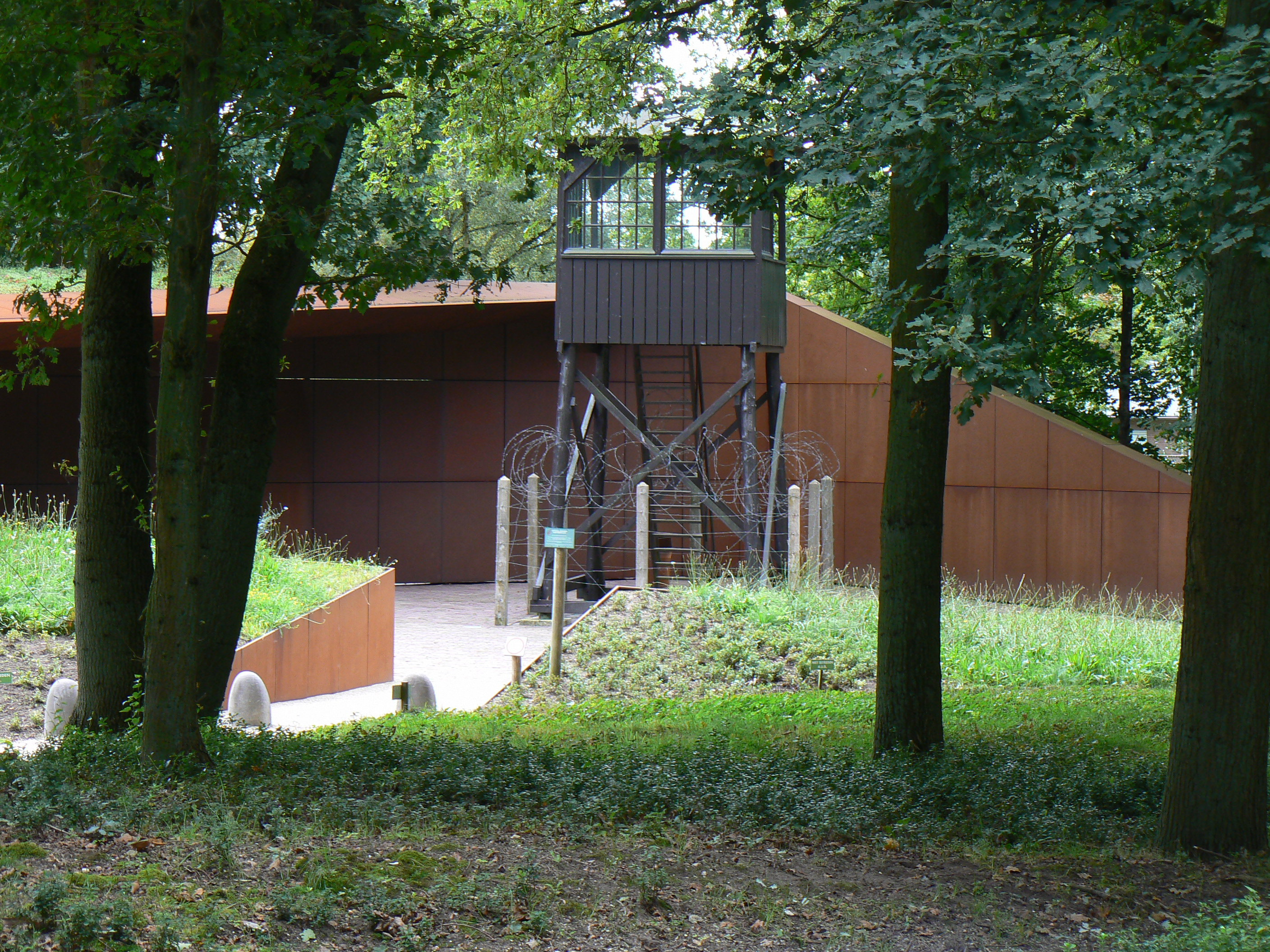
Torre de vigilancia del campo de concentración.

El Campo de concentración de Amersfoort (en neerlandés, Kamp Amersfoort, en alemán: Durchgangslager Amersfoort) fue un campo de concentración nazi ubicado en la parte sur de Amersfoort, en el límite entre dicha ciudad y Leusden, en la región central de los Países Bajos. Su nombre oficial fue "Polizeiliches Durchgangslager Amersfoort", P.D.A. o Campo de tránsito policial de Amersfoort. Entre 1941 y 1945, albergó a más de 35.000 prisioneros. 

## Historia

### Primeros años
En 1939, el Kamp Amersfoort todavía era un complejo de cuarteles que servía para los ejercicios militares de la artillería en la cercana Leusderheide. A partir de 1941, no solo funcionó únicamente como campo de tránsito, como su nombre lo sugiere, pues también fue utilizado como "campo penal" o "campo de trabajo". Durante la existencia del campo, muchos prisioneros fueron puestos a trabajar en comandos. En total, en torno a 37.000 prisioneros fueron registrados en Amersfoort.
Para llegar al campo, los prisioneros debían caminar desde la estación ferroviaria a través de la ciudad y los suburbios residenciales: "Visible desde las ventanas de la mayor parte de las residencias y detrás de las cortinas cerradas, había numerosas siluetas, especialmente de niños. Usualmente, las siluetas no se movían. Algunas veces, débil y furtivamente, saludaban. Los niños que saludaban eran rápidamente retirados. Era una despedida desde el mundo inhabitado convertido en un reino de sombras".

### 1941-1943

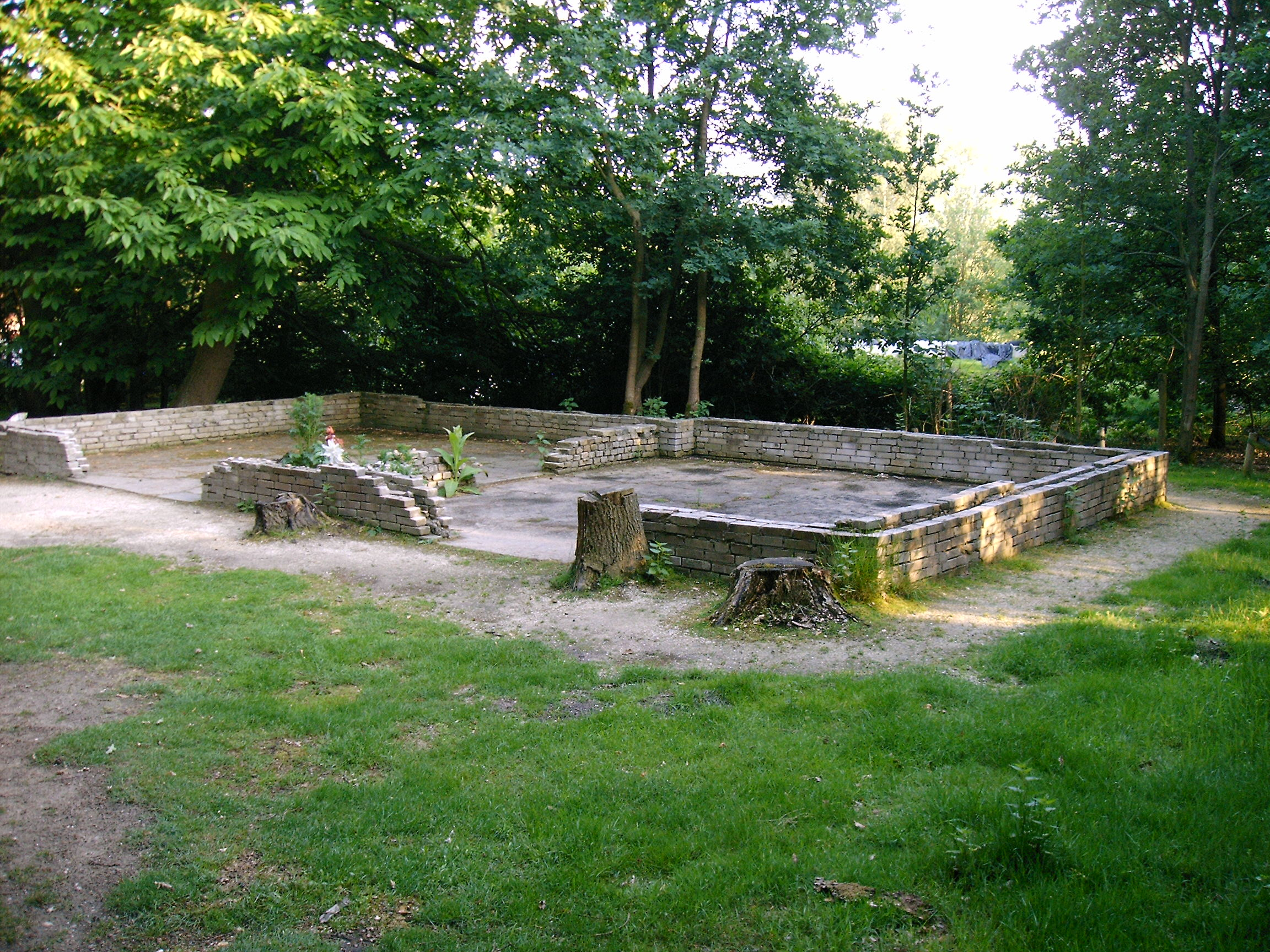
Ruinas del cementerio.

La historia del campo puede ser separada en dos períodos. El primer período comenzó el 18 de agosto de 1941 y terminó en marzo de 1943. Para marzo de 1943, los primeros prisioneros, con excepción de ocho de ellos, fueron transferidos al Kamp Vught. El traslado de prisioneros a Vught permitió la culminación de la expansión del Kamp Amersfoort. 
Amersfoort era un campo de tránsito, desde donde los prisioneros eran enviados a lugares tales como Buchenwald, Mauthausen y Neuengamme. Fue el 15 de julio de 1942 cuando los alemanes empezaron a deportar judíos holandeses desde Amersfoort, Vught y Westerbork a los campos de concentración y de exterminio, tales como Auschwitz, Sobibor y Theresienstadt.

### 1943-1945

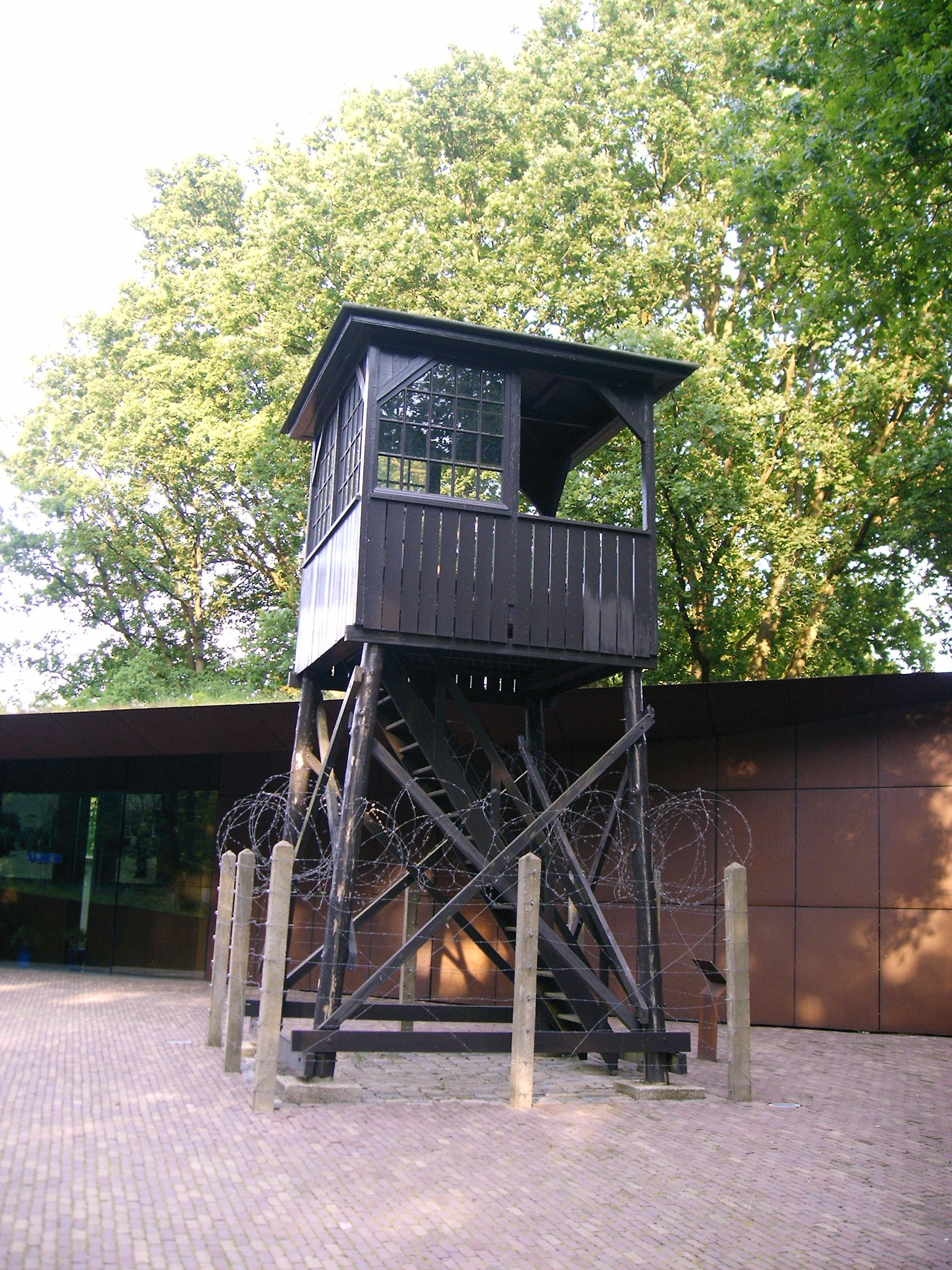
La torre de vigilancia.

La torre de vigilancia, que puede ser vista en el lugar conmemorativo, fue construida en torno a abril o mayo de 1943, cuando la expansión del Kamp Amersfoort estuvo completa y los prisioneros pudieron ser relocalizados allí nuevamente. Los cambios más importantes fueron la mayor 'capacidad de alojamiento' y la 'rotación' más rápida. Continuó la misma falta de higiene, de comida, atención médica, así como la crueldad de los guardias; sin embargo, a diferencia de otros campos, los prisioneros contaron con la presencia de la Cruz Roja danesa. El segundo período llegó a su fin el 19 de abril de 1945, cuando el control del campo fue transferido a Loes van Overeem de la Cruz Roja. El 7 de mayo, los aliados llegaron y el campo fue oficialmente liberado.